# I Esposizione internazionale d'arte di Venezia

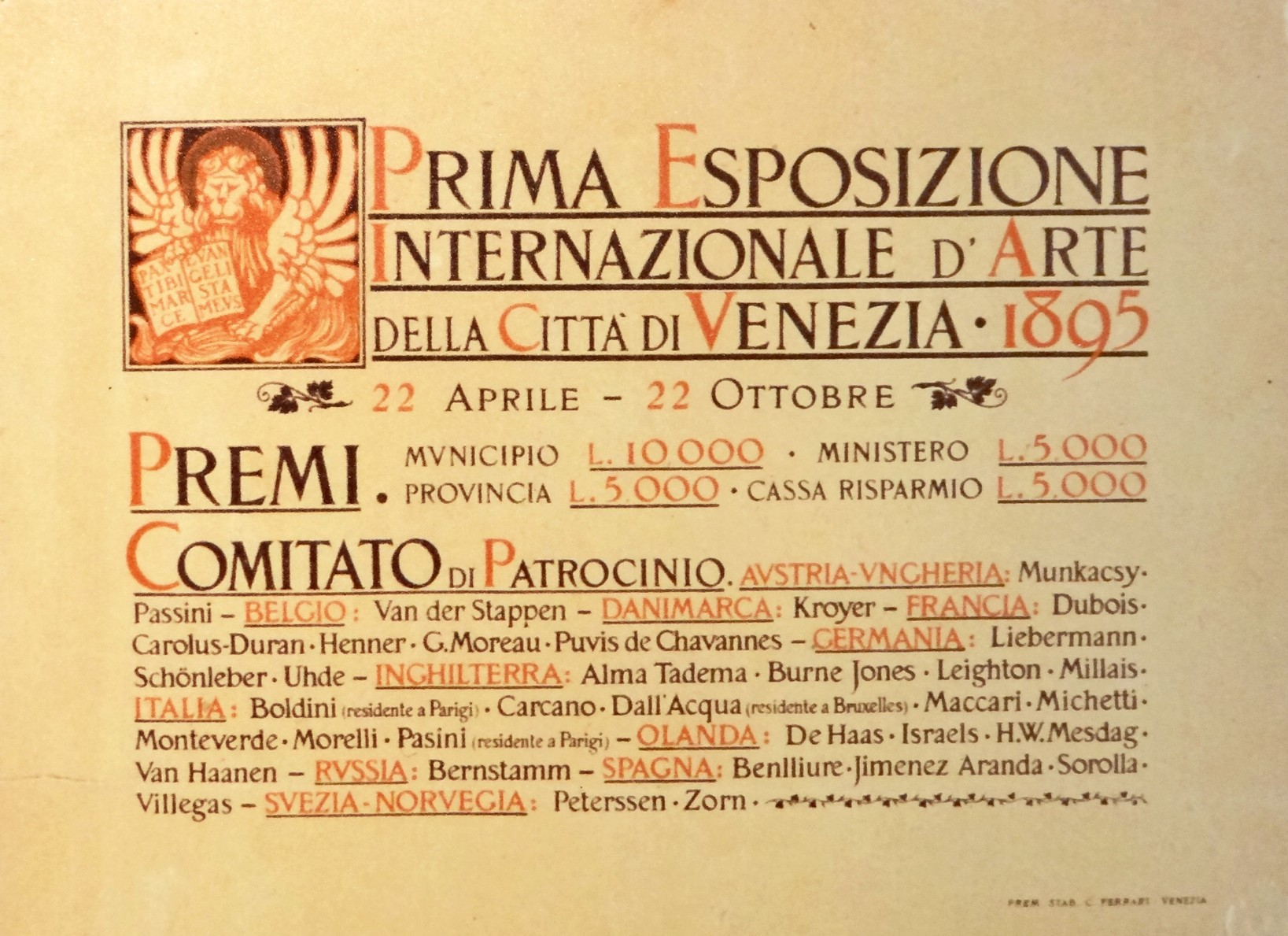
Manifesto dell'Esposizione.

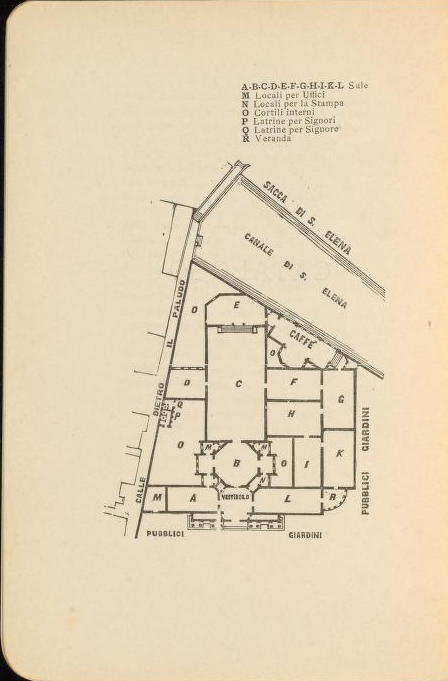
Planimetria del Palazzo delle Esposizioni (1895)

La 1ª Esposizione internazionale d'arte della Città di Venezia ebbe luogo dal 30 aprile al 3 novembre 1895, con il vernissage il 28 aprile, presenti artisti e giornalisti.
L'inaugurazione era inizialmente prevista per il 22 aprile ma venne rinviata in omaggio ai Sovrani d'Italia.

## Organizzazione

### Presidente
Riccardo Selvatico

### Segretario generale
Antonio Fradeletto

### Comitato di Patrocinio
Mihály Munkácsy, Ludwig Passini (per l'Austria-Ungeria); Pierre Charles van der Stappen (per il Belgio); Peder Severin Krojer (per la Danimarca); Paul Dubois, Jean-Jacques Henner, Gustave Moreau, Pierre Puvis de Chavannes (per la Francia); Max Liebermann, Gustav Schönleber, Fritz von Uhde, Anton von Werner (per la Germania), Lawrence Alma-Tadema, Edward Coley Burne-Jones, Frederick Leighton, John Everett Millais (per l'Inghilterra); Giovanni Boldini, Filippo Carcano, Cesare Dell'Acqua, Cesare Maccari, Francesco Paolo Michetti, Giulio Monteverde, Domenico Morelli, Alberto Pasini (per l'Italia); Eilif Peterssen (per la Norvegia); Jean Hubert Léonard de Haas, Hendrik Willem Mesdag, Cecil van Haanen (per l'Olanda); Léopold Bernard Bernstamm, Ivan Petrovich Pranishnikoff (per la Russia); José Benlliure y Gil, José Jiménez Aranda, Joaquin Sorolla y Bastida, José Villegas Cordero (per la Spagna); Anders Leonard Zorn (per la Svezia).

### Comitato Ordinatore
Bartolomeo Bezzi, Guglielmo Ciardi, Antonio Dal Zotto, Pietro Fragiacomo, Emilio Marsili, Luigi Nono, Augusto Sezanne, Ettore Tito, Alessandro Zezzos.

### Commissione consultiva
Bartolomeo Bezzi, Enrico Castelnuovo, Antonio Dal Zotto, Mario de Maria, Antonio Fradeletto, Pietro Fragiacomo, Michelangelo Guggenheim, Cesare Laurenti, Marco Levi, Emilio Marsili, Giuseppe Minio, Nicolò Papadopoli, Augusto Sezanne, Giovanni Stucky.

### Commissario speciale
Philip Zilcken, per la Mostra delle acqueforti olandesi

## Artisti partecipanti
All'Esposizione parteciparono 283 artisti, con 529 opere, disposte in 13 sale:

### A
John White Alexander, Lawrence Alma-Tadema, Michael Ancher, Lodewijk Frederick Hendrik Apol, Vittorio Avanzi.

### B
Hans von Bartels, Paul Albert Bartholomé, Marius Alexander Jacques Bauer, Ernesto Bazzaro, Carl Ludwig Friedrich Becker, Giorgio Belloni, José Benlliure y Gil, Mariano Benlliure y Gil, Eugene Benson, Jean Béraud, Sven Richard Bergh, Léopold Bernard Bernstamm, Paul Albert Besnard, Corrado Betta, Bartolomeo Bezzi, Mosè Bianchi, Gonzalo Bilbao y Martinez, Christoph Bisschop, Leonardo Bistolfi, Oscar Gustaf Björck, Giovanni Boldini, Léon Joseph Florentin Bonnat, Emilio Borsa, Millo Bortoluzzi, Gerolamo Bortotti, Etienne Bosch, Urbano Bottasso, Carlo Brancaccio, Italico Brass, Edward Coley Burne-Jones, Ferdinando Busetti.

### C
Vincenzo Cabianca, Sofia Cacherano di Bricherasio, Marco Calderini, Alceste Campriani, Pietro Canonica, Vincenzo Caprile, Filippo Carcano, Vittore Antonio Cargnel, Antonio Carminati, Giuseppe Carozzi, Giovanni Battista Carpanetto, Giuseppe Casciaro, Vittorio Cavalleri, Jean Charles Cazin, Guglielmo Ciardi, Luigi Cima, Benedetto Civiletti, Enrico Coleman, John Collier, Augusto Corelli, Giovanni Costa, Franz Courtens, Johanna Croiset van der Kop.

### D
Oreste Da Molin, Pascal-Adolphe-Jean Dagnan-Bouveret, Eduardo Dalbono, Francesco Danieli, Henry William Banks Davis, Eugenio de Blaas, Pieter de Josselin de Jong, Philip Alexius de László, Ricardo de los Ríos, Mario de Maria, Luigi De Paoli, Giuseppe De Sanctis, Vincenzo De Stefani, Paul De Vigne, Henriette Susanna Cornelia de Vries, Cesare Dell'Acqua, Uberto Dell'Orto, Lorenzo Delleani, Alois Delug, Ludwig Dettmann, Frederic du Chattel, Ernest Ange Duez, Julien Dupré, Carolus-Duran.

### E
Alfred East, Josef Engelhart, Gaetano Esposito.

### F
Nicolò Facchinetti, Giovanni Fattori, Giuseppe Ferrari, Giovanni Battista Filosa, Walther Firle, Samuel Melton Fisher, Etha Fles, Carlo Follini, Jean-Louis Forain, Pietro Fragiacomo, Emmanuel Frémiet.

### G
Giacomo Gabrici, Paul Joseph Constantin Gabriel, José Garcia y Ramos, José Santiago Garnelo y Alda, Raffaele Giannetti, Francesco Gioli, Luigi Gioli, Primo Giudici, Bartolomeo Giuliano, Emilio Gola, Joannes Mattheus Graadt van Roggen, Giacomo Grosso, Vittore Grubicy de Dragon, Hans Fredrik Gude.

### H
Karl Hartmann, Hendrich Johannes Haverman, Hubert von Herkomer, Otto Hierl-Deronco, Paul Hoecker, Arthur Hughes, Edward Robert Hughes, William Hulton, William Holman Hunt.

### I
Jozef Israëls.

### J
Francesco Jerace, Vincenzo Jerace, José Jiménez Aranda.

### K
Eduard Johan Karsen, Fredrik Kolstø, Max Johann Berhard Koner, Anton Louis Koster, Johann Victor Krämer, Peder Severin Kroyer.

### L
Carl Larsson, Cesare Laurenti, Eduard Lebiedzki, Joseph Leempoels, Hildegard Lehnert, Frederic Leighton, Walter Leistikow, Franz von Lenbach, Maximilian Lenz, Léon Lhermitte, Max Liebermann, Bruno Andreas Liljefors, William Logsdail, Francesco Lojacono, Bice Lombardini, Carlo Lorenzetti.

### M
Attilio Maltoni, Antonio Mancini, Alexandre Marcette, Pompeo Mariani, Luigi Marini, Jacob Maris, Matthijs Maris, Willem Maris, Emilio Marsili, Anton Mauve, Giovanni Mayer, Alfonso Mazzucchelli, Giuseppe Mentessi, Hendrik Willem Mesdag, Franz Pieter Ter Meulen, Paul Friedrich Meyerheim, Francesco Paolo Michetti, Alessandro Milesi, John Everett Millais, Giuseppe Miti Zanetti, Niels Pedersen Mols, Clara Montalba, Emilia Montrésor, Angelo Morbelli, Domenico Morelli, Gerhard Peter Frantz Munthe, Giovanni Muzzioli.

### N
Francesco Netti, Albert Neuhuys, Thorwald Simon Niss, Émile Noirot, Urbano Nono, Karl Fredrik Nordström.

### O
Ernst Oppler, Walter William Ouless, David Oyens.

### P
Pietro Pajetta, Luigi Panzeri, Vito Pardo, Alfred William Parsons, Alberto Pasini, Julius Paulsen, Ole Pedersen, Viggo Christien Pedersen, Giuseppe Pellizza da Volpedo, Eilif Peterssen, Eugenio Prati, Giulio Cesare Prati, Gaetano Previati, Attilio Pusterla, Pierre Puvis de Chavannes.

### Q
Emilio Quadrelli, Giovanni Battista Quadrone

### R
Gennaro Rajano, Serafino Ramazzotti, Odilon Redon, Albrecht Felix Reicher, Enrico Reycend, Rudolf Ribarz, William Blake Richmond, Briton Rivière, Alfred Roll, Riccardo Roncoroni, Luigi Rosa, Edoardo Rossi, Luigi Rossi, Silvio Giulio Rotta, Franz Leo Ruben.

### S
Cesare Saccaggi, Emilio Sala Francés, Salvador Sánchez Barbudo, Francesco Sartorelli, Giulio Aristide Sartorio, Alfonso Savini, Ferruccio Scattola, Theodor Schmidt, Martin Schönberger, Gustav Schönleber, Giovanni Segantini, Augusto Sezanne, Ludwig Sigmundt, Filadelfo Simi, Franz Skarbina, Christian Skredsvig, Joaquin Sorolla y Bastida, Eugenio Spreafico, Elias Stark, Carel Nicolaas Storm van's Gravesande, Frigyes "Fritz" Strobentz, Franz von Stuck.

### T
Raffaele Tafuri, Cesare Tallone, Vittorio Tessari, Hans Thoma, Hans Tichy, Viktor Oskar Tilgner, Ettore Tito, Adolfo Tommasi, Domenico Trentacoste, Paolo Troubetzkoy, Ramon Tusquets y Maignon, Laurits Regner Tuxen.

### U
Antonio Ugo.

### V
Pierre Charles van der Stappen, Maurits Willem van der Valk, Herman Johannes van der Weele, Cecil van Haanen, Sina Mesdag van Houten, Frans van Leemputten, Gustave Vanaise, Scipione Vannutelli, Floris Hendrik Verster, Jan Pieter Veth, José Villegas Cordero, Giuseppe Vizzotto Alberti, Jan Voerman, Hugo Vogel, Carl von Marr, Adolph von Menzel, Max von Schmaedel, Fritz von Uhde.

### W
George Frederic Watts, James Abbott McNeill Whistler, Willem Witsen, Anna Marie Wuytiers-Blaauw.

### X
Ettore Ximenes.

### Z
Kristian Zahrtmann, Vittore Zanetti Zilla, Alessandro Zezzos, Philippe Charles Louis Zilcken, Anders Leonard Zorn, Johann Hulrich Zuber.

## Giurie
Le giurie erano così composte:

### Giuria internazionale di premiazione
- William Michael Rossetti (Presidente)
- Robert de La Sizeranne
- Julius Lange
- Richard Muther
- Adolfo Venturi (Relatore)

### Giuria Premio Barone Raimondo Franchetti
- Giulio Cantalamessa
- Augusto Felici
- Cesare Tallone

## Premi
I Premi assegnati dalle giurie:
- Premio internazionale Città di Venezia: Francesco Paolo Michetti, Lire 10.000 per La figlia di Jorio (tempera su tela)
- Premio internazionale del Governo: Giovanni Segantini, Lire 5.000 per Ritorno al paese natio (olio su tela)
- Premio internazionale della Provincia di Venezia: Max Liebermann, Lire 5.000 per Ritratto di Gerhard Hauptmann (olio su tela)
- Premio Cassa di Risparmio di Venezia: Julius Paulsen, Lire 5.000 per Le modelle aspettano (olio su tela)
- Premio nazionale dei Comuni della Provincia di Venezia: Giovanni Boldini, Lire 5.000 per Ritratto della Signorina Errazzuriz (olio su tela)
- Premio nazionale delle città del Veneto: Domenico Trentacoste, Lire 5.000 per La derelitta (scultura in marmo)
- Premio Principe Giovanelli: Silvio Giulio Rotta, Lire 5.000 per Morocomio (olio su tela)
- Premio internazionale Comune di Murano: James Abbott McNeill Whistler, Lire 2.500 per Giovinetta bianca (olio su tela)
- Premio Lega fra gli insegnanti: Pietro Fragiacomo, Lire 2.500 per Tristezza (olio su tela)
- Premi Barone Raimondo Franchetti:
  - Ettore Tito, Lire 1.500 per Processione (olio su tela)
  - Cesare Laurenti, Lire 1.000 per Parabola (olio su tela)
  - Alessandro Milesi, Lire 500 per Fabbricatori di penitenze (olio su tela)
- Premio del Presidente della Giuria William Michael Rossetti: Vittore Antonio Cargnel, Lire 400 per Averte faciam tuam e peccatis meis (olio su tela)[8]
- Premio popolare: Giacomo Grosso, Lire 1.000 per Supremo convegno (olio su tela)

## Pubblicazioni
- Prima Esposizione Internazionale d'Arte della Città di Venezia. Catalogo illustrato, Venezia, Premiato Stabilimento tipo-litografico Fratelli Visentini, 1895.

## Galleria

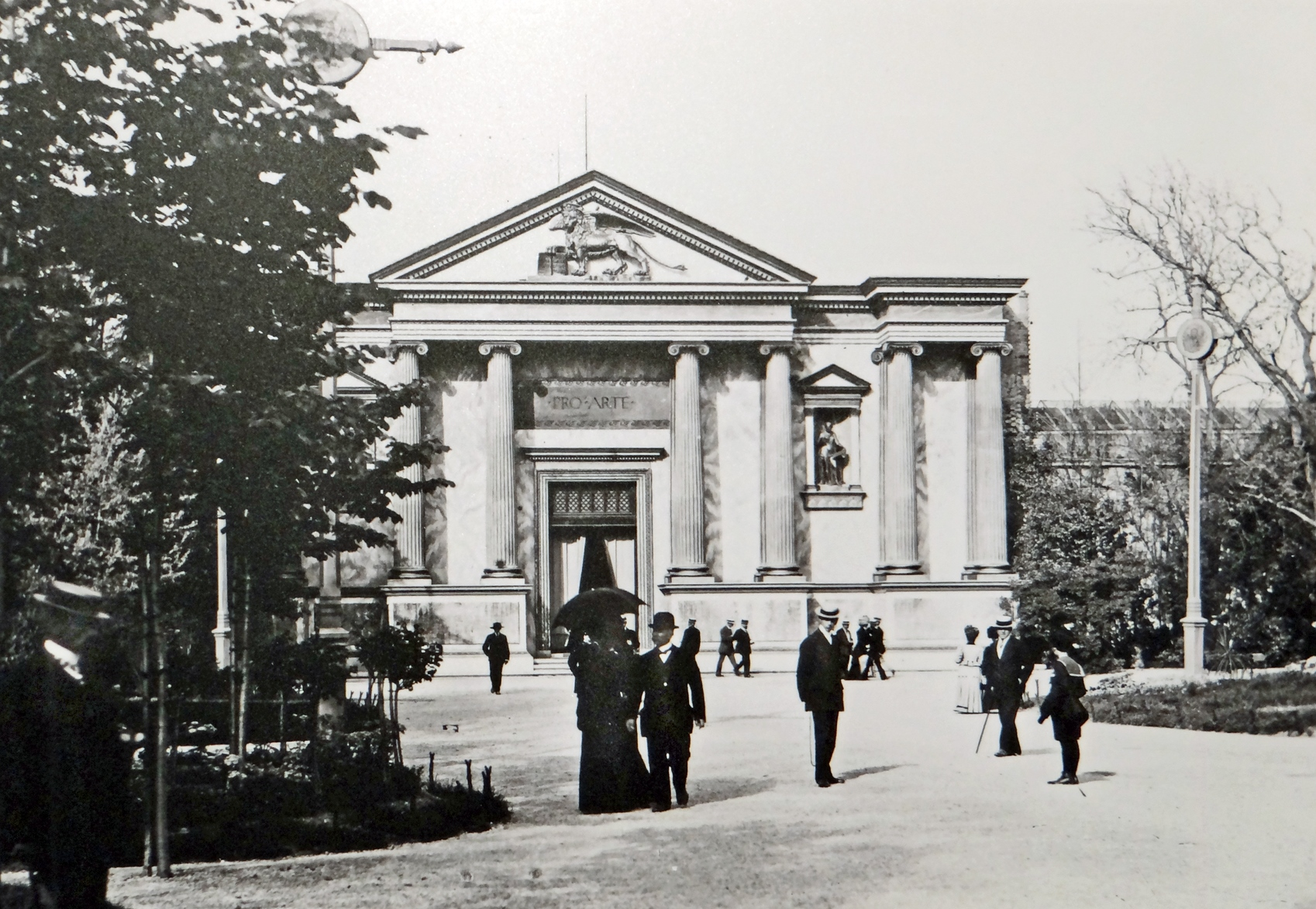
Il Palazzo delle esposizioni.
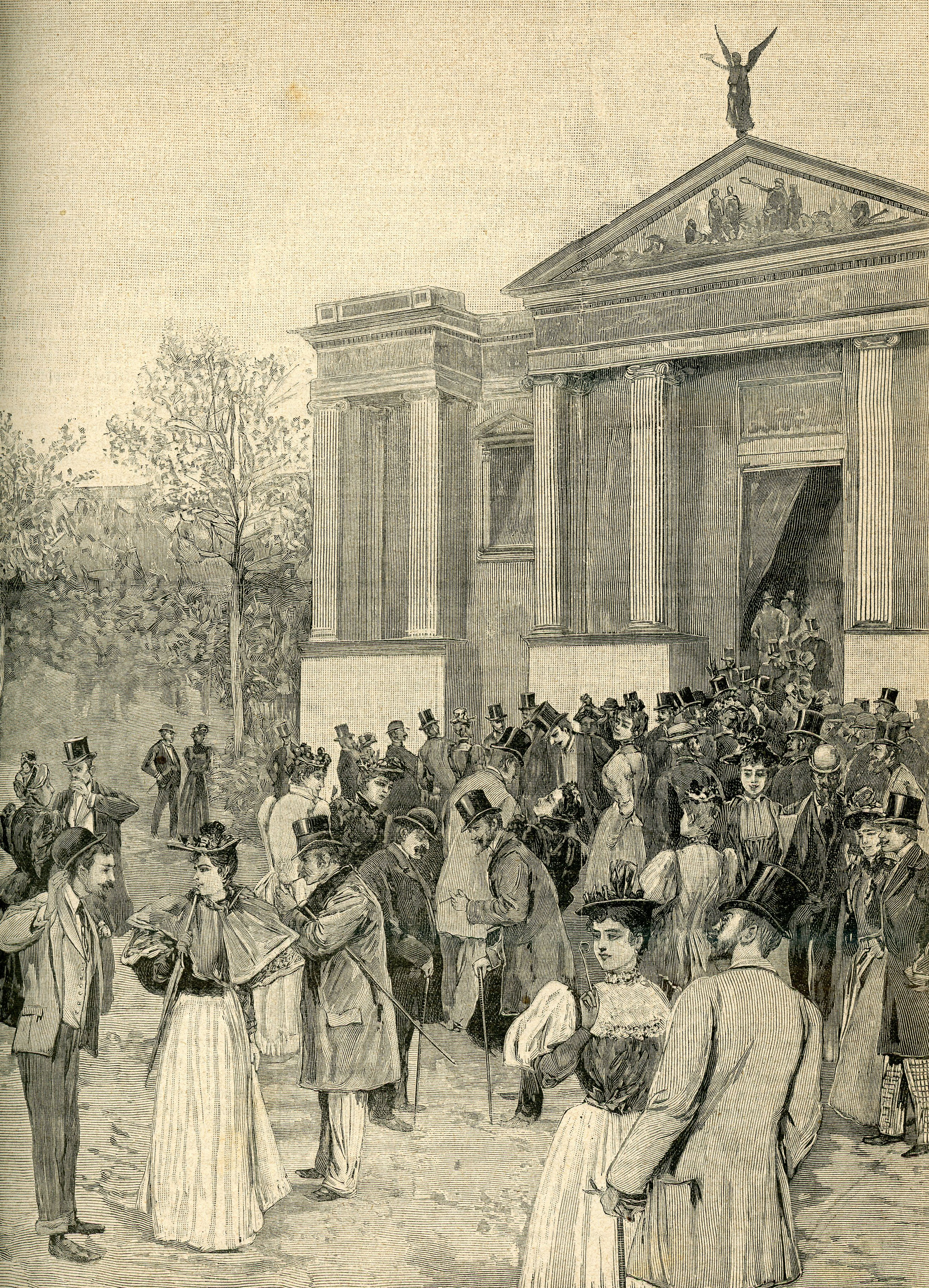
Esposizione Internazionale di Belle Arti di Venezia: la folla all'ingresso (xilografia).
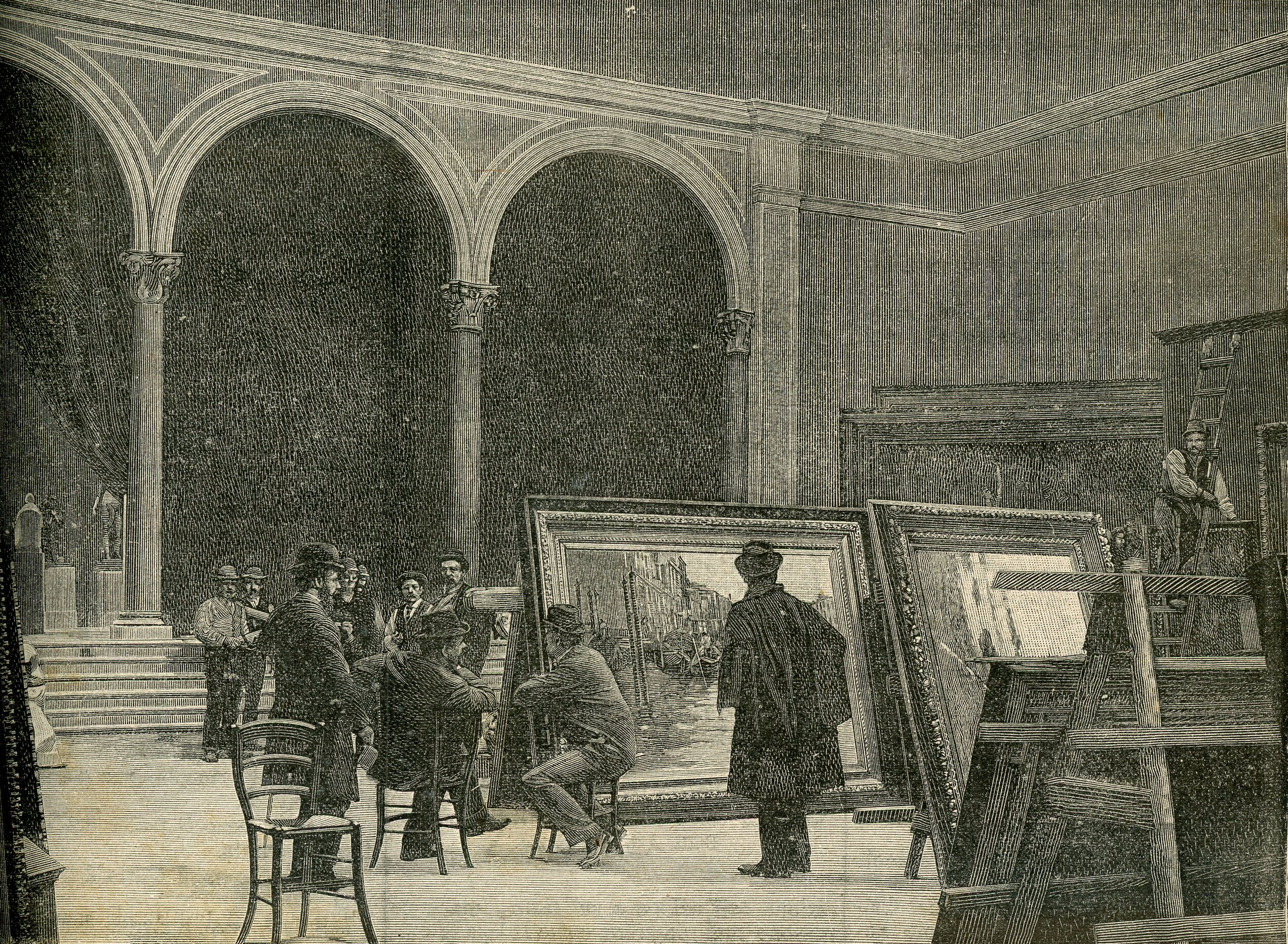
Esposizione internazionale di Belle Arti di Venezia: l'ordinamento delle sale (xilografia).
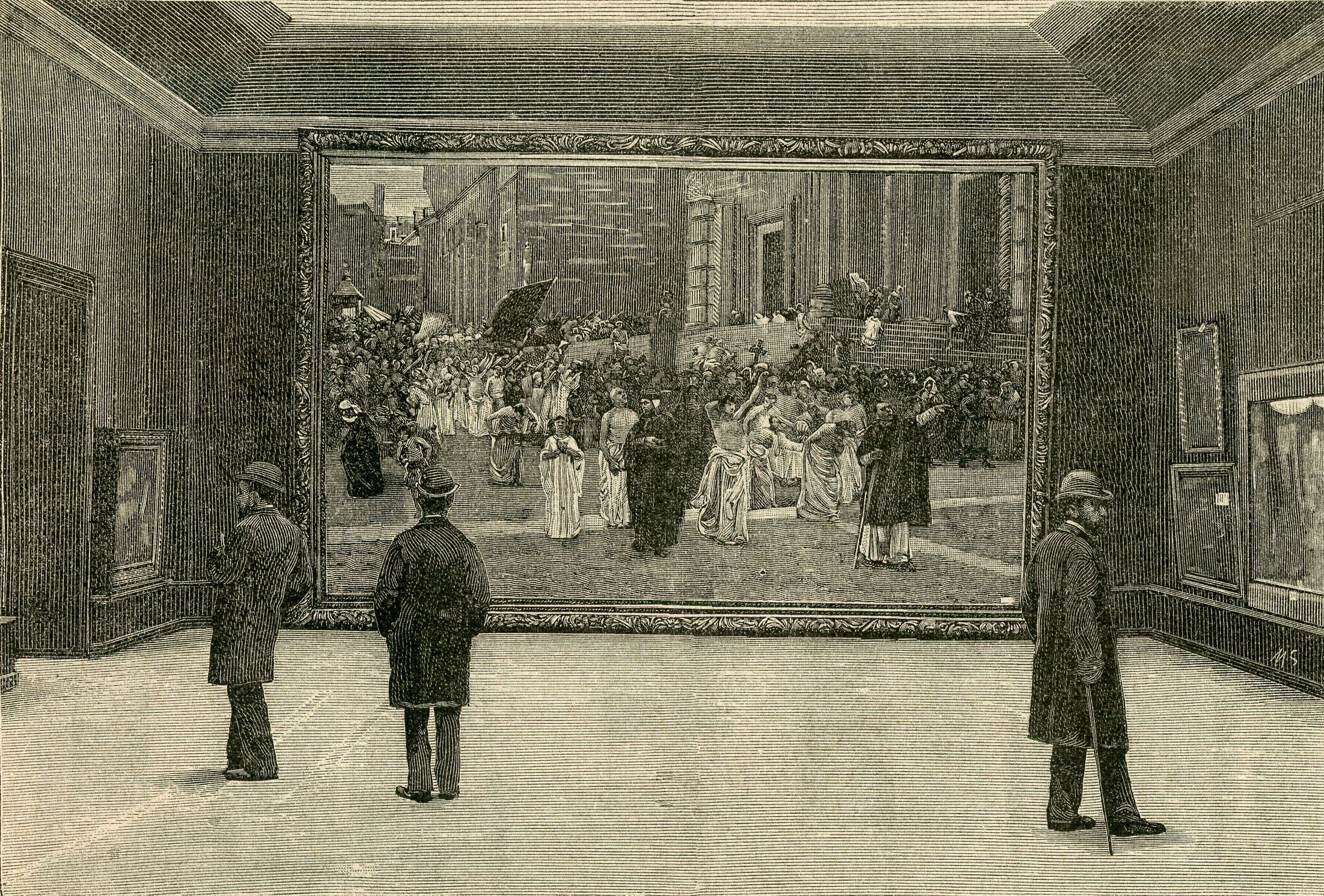
Esposizione Internazionale di Belle Arti di Venezia: una sala dei pittori stranieri (xilografia).